# Hadet (film)
Hadet (originaltitel: La Haine) er en fransk sort-hvid-film fra 1995 instrueret af Mathieu Kassovitz. Det er en urban thriller, der udforsker temaer som racisme og misfornøjede unge i forstads-Paris. Filmen viser 24 timer af tre venners liv, der bor i en slum hvor et oprør netop er blevet slået ned af politiet. De tre hovedroller Vinz, Hubert og Said spilles af Vincent Cassel, Hubert Kounde og Said Taghmaoui.

## Handling og rollefigurer
Jødiske Vinz, (Vincent Cassel) er fuld af raseri, og ser på sig selv som en hård person, på linje med "Travis Bickle" (Robert de Niro) i Taxi Driver. Nordafrikanske Saïd (Saïd Taghmaoui) snakker uafbrudt og prøver at finde et fast holdepunkt blandt sine 2 venners meninger om livet, mens den afro-caribiske Hubert (Hubert Koundé), som er bokser og narkohandler, prøver at gøre noget ud af sig selv, og komme ud af ghettoen.
En af deres venner den 17-årige Abdel er blevet udsat for grov vold af politiet mens han var i varetægt, noget som starter oprøret. Vinz finder en pistol der tilhører politiets, og siger at hvis vennen dør i varetægt vil han dræbe en politimand.

## Om Filmen
Hadet er delvis inspireret af to unges dødsfald, henholdsvis fra 1986 og 1993, som begge skyldes politiet, der gik over grænsen. Den røde tråd er hvordan had, hævn og frustration kan føre til fatale hændelser, men også om hvordan en virkelig pågående konflikt mellem unge og politiet præger Paris. Filmen har også mange undertemaer. Saïd og Hubert har arabisk baggrund mens Vinz er jøde. Racismen toppes i et sammenstød mellem disse tre og skinheads, og Kassovitz´ kommer stadig af sted med stærke kommentarer til højreekstremisten Jean-Marie Le Pen. Selv om filmen er gennemsyret med politiske kommentarer er det alligevel en enkel og hverdagslig handling, der ligger til grund. Dette er nok en dag efter en lang nat med optøjer og sammenstød, og de tre vandrer rundt i deres forstadsby, som de gør hver dag.
Grundet sit atypiske og noget farlige indspillningssted kunne Mathieu Kassovitz og hans hold ikke indspille hver scene flere gange. I filmen bruges relativt enkle udsnit og lange indstillinger. Flere af de vi ser i forstaden er desuden almindelige mennesker, der boede der, og tilfører filmen en sjælden realisme.

## Medvirkende
- Vincent Cassel – Vinz
- Hubert Koundé – Hubert
- Saïd Taghmaoui – Saïd
- Abdel Ahmed Ghili – Abdel
- Solo – Santo
- Joseph Momo – Ordinary Guy
- Héloïse Rauth – Sarah
- Rywka Wajsbrot – Vinzs Bedstemor
- Olga Abrego – Vinz's Aunt
- Laurent Labasse – Kok
- Choukri Gabteni – Saïd's Bror
- Nabil Ben Mhamed – Boy Blague
- Benoît Magimel – Benoît
- Medard Niang – Médard
- Arash Mansour – Arash

## Efter at filmen kom ud
Filmen blev en stor succes, og skabte meget debat i Frankrig om specielt volden. Statsminister Alain Juppé ordnede det sådan at hele regeringen så filmen. Politivagterne, der så filmen vendte ryggen til som protest mod filmens fremvisning af politivold.
Kassovitz blev kåret som bedste instruktør under Filmfestivalen i Cannes. Filmen blev kåret til bedste film under Césarprisen.
Vincent Cassel blev en stor stjerne efter filmens udgivelse.

## Filmpriser
- Bedste Instruktør (1995 Filmfestivalen i Cannes) – Mathieu Kassovitz[2]
- César for bedste klipning) – Mathieu Kassovitz og Scott Stevenson
- César for bedste film – Mathieu Kassovitz
- César for bedste producent – Christophe Rossignon
- Bedste Unge Film (European Film Awards) – Mathieu Kassovitz
- Bedste Udenlandske Film (Film Critics Circle of Australia Awards)
- Bedste Instruktør (Lumiere Awards) – Mathieu Kassovitz
- Bedste Film (Lumiere Awards) – Mathieu Kassovitz